# Middlesbrough Football Club 2013-2014
Questa pagina raccoglie i dati riguardanti il Middlesbrough Football Club nelle competizioni ufficiali della stagione 2012-2013.

## Rosa
| N. |                        | Ruolo | Calciatore                |
| -- | ---------------------- | ----- | ------------------------- |
| 1  | Inghilterra (bandiera) | P     | Jason Steele              |
| 2  | Inghilterra (bandiera) | D     | Justin Hoyte              |
| 3  | Inghilterra (bandiera) | D     | George Friend             |
| 4  | Australia (bandiera)   | D     | Rhys Williams (capitano)  |
| 5  | Inghilterra (bandiera) | D     | Frazer Richardson         |
| 6  | Inghilterra (bandiera) | C     | Jacob Butterfield         |
| 7  | Inghilterra (bandiera) | C     | Grant Leadbitter          |
| 8  | Ungheria (bandiera)    | C     | József Varga              |
| 9  | Inghilterra (bandiera) | C     | Lukas Jutkiewicz          |
| 10 | Paesi Bassi (bandiera) | A     | Marvin Emnes              |
| 11 | Argentina (bandiera)   | C     | Emmanuel Ledesma          |
| 13 | Grecia (bandiera)      | P     | Dīmītrios Kōnstantopoulos |
| 14 | Inghilterra (bandiera) | D     | Luke Williams             |
| 15 | Inghilterra (bandiera) | D     | Seb Hines                 |
| 16 | Scozia (bandiera)      | C     | Andy Halliday             |

| N. |                         | Ruolo | Calciatore        |
| -- | ----------------------- | ----- | ----------------- |
| 17 | Scozia (bandiera)       | C     | Cameron Park      |
| 18 | Inghilterra (bandiera)  | C     | Dean Whitehead    |
| 19 | Gambia (bandiera)       | C     | Mustapha Carayol  |
| 21 | Inghilterra (bandiera)  | D     | Stuart Parnaby    |
| 22 | Inghilterra (bandiera)  | A     | Ben Gibson        |
| 23 | Inghilterra (bandiera)  | A     | Curtis Main       |
| 26 | Argentina (bandiera)    | D     | Daniel Ayala      |
| 27 | Ghana (bandiera)        | A     | Albert Adomah     |
| 29 | Sierra Leone (bandiera) | A     | Kei Kamara        |
| 32 | Svizzera (bandiera)     | P     | Jayson Leutwiler  |
| 33 | Inghilterra (bandiera)  | C     | Richard Smallwood |
| 38 | Belgio (bandiera)       | C     | Faris Haroun      |
| 39 | Inghilterra (bandiera)  | D     | Jonathan Woodgate |
|    | Inghilterra (bandiera)  | C     | Matthew Dolan     |